# Ottoville
Ottoville – wieś w Stanach Zjednoczonych, w stanie Ohio, w hrabstwie Putnam.